# Gastronomia sami
La gastronomia sami o gastronomia lapona és l'expressió de l'art culinari dels pobles sami del territori de Lapònia que s'estén per Noruega, Suècia, Finlàndia i Rússia. La cuina de Lapònia consisteix en una varietat de plats que provenen de diferències de geografia, cultura i clima, i la seva cuina tradicional de cada zona té trets individuals. A més, la cuina lapona també ha estat influenciada per les cuines dels països on viuen els samis.

## Aliments bàsics
Tradicionalment, la cuina de Lapònia s'ha basat en materials locals, com el peix, la caça, el ren i les baies. Les baies han estat un aliment important, perquè altres tipus de fruita o verdura no estaven disponibles durant els llargs hiverns. Actualment les baies formen part de salses i postres delicades. La baia més valorada de Lapònia és el romegueró de torbera. El consum de llet variava entre els grups sami, però no era gaire comú en general.
A l'est de Lapònia, la ramaderia de rens es va convertir en una forma de vida al segle XIX; anteriorment, la gent era caçadora i pescadora, tot i que actualment encara són rellevants. Actualment el ren és essencial per a la cuina sami, però també la caça, el peix i les aus salvatges. El ren no només s'utilitza per a la seva carn, sinó també la seva llet, les seves entranyes i la sang.

### Plats de carn

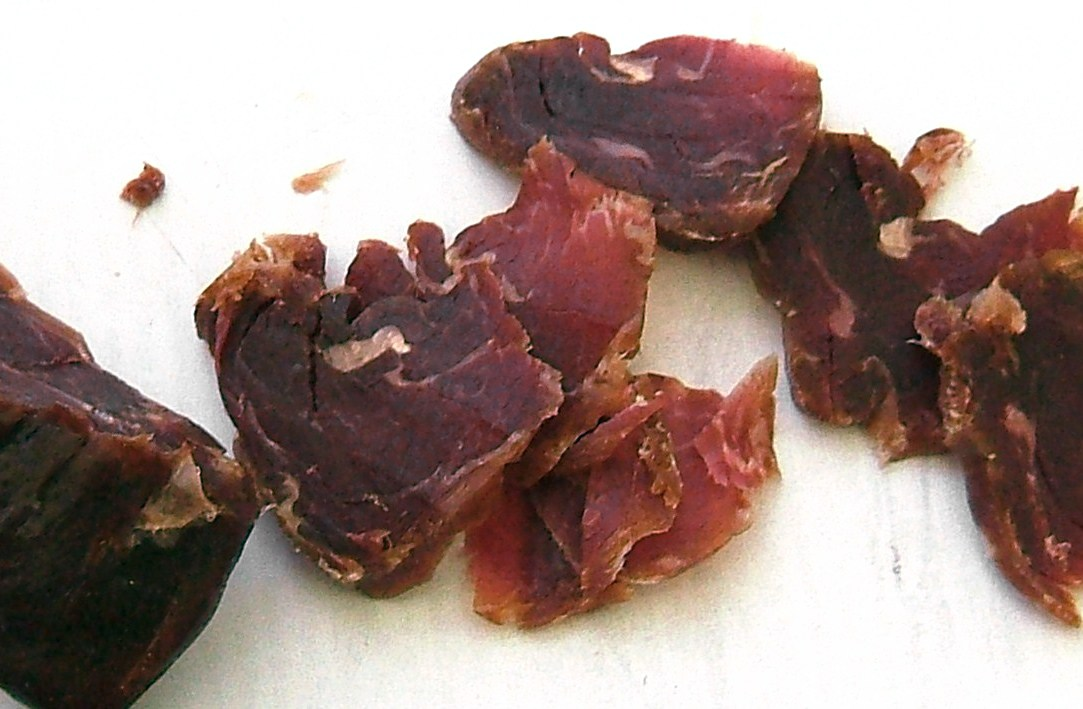
Carn de ren assecada

El ren, el peix i les carns de caça són aliments bàsics, i gràcies ells la gastronomia sami compta amb milers de receptes i sabors, tot i que les espècies són molt rares, a excepció de la sal. La cuina local varia molt, depenent de l'accés al menjar. La història de Lapònia amb les seves moltes influències culturals ha donat lloc a una gran varietat de plats. La majoria dels plats estan fets amb carn de ren, encara que alguns també estan fets amb ants o ovelles. El fumat i l'assecatge s'han utilitzat històricament per conservar carn i peix.

### Plats de peix
Els peixos de les muntanyes i de les zones forestals de Lapònia inclouen el salmó, la farra, la perca, la madrilleta vera i la truita. Els peixos de les zones costaneres de Lapònia inclouen el bacallà. Altres especialitats inclouen l'arengada fumada amb guarnició de ceba, el salmó en salsa de crema agra, la lamprea a la planxa, els pastissos de pèsols i peix i el pastís de peix kalakukko.

### Formatges
El munajuusto és un formatge d'ou especial, el kutunjuusto s'elabora amb llet de cabra mentre que el leipajuusto és una especialitat típica de Lapònia en forma de pa pla.

## Nova cuina
En les últimes dècades, s'han introduït noves influències en la cuina tradicional sami. Un plat conegut d'aquesta cuina creuada és el suovaskebab (fusió de suovas i kebab), que consisteix en rodanxes de suovasbierggo, cogombre, amanida i all en un pa de pita. El suovaskebab es pot trobar en festivals i fires al nord d'Escandinàvia.
En aquests dies l'antiga cultura alimentària està evolucionant i adaptant-se. S'hi pot trobar restaurants de cuines internacionals, amb una destacada presència de restaurants russos. Els restaurants de menjar ràpid de Lapònia poden tenir hamburgueses de rens als seus menús.